# Кубок Анрі Делоне
Кубок Анрі Делоне (фр. Coupe Henri Delaunay) — футбольний трофей, який вручають переможцям Чемпіонату Європи з футболу з 1960 року.

## Історія
Кубок розробив 1960 року французький скульптор Артюр Бертран, а виготовила ювелірна майстерня Chobillon goldsmith. Цей кубок заввишки 42,5 см важить близько 10 кг. Кубок носить ім'я першого генерального секретаря УЄФА Анрі Делоне, який був одним з ініціаторів цього змагання. 

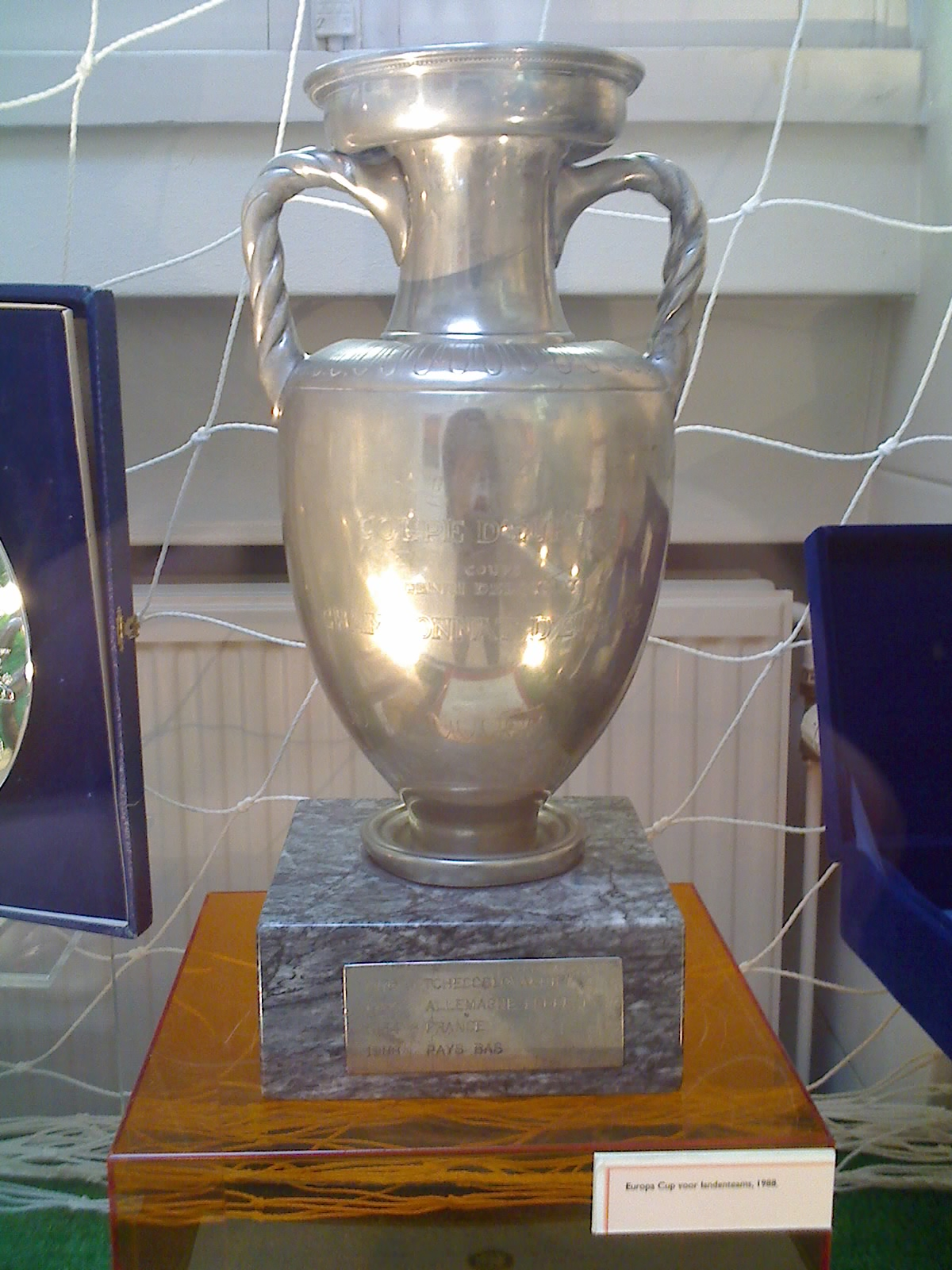
Оригінальний трофей

Кубок Анрі Делоне є власністю УЄФА і використовується як перехідний трофей переможця чемпіонату. Якщо якась національна команда виграє кубок тричі поспіль або п'ять разів загалом, вона одержить точну копію кубка на довічне зберігання. Ті ж копії, які виготовляють футбольні спілки команд преможців з власної ініціативи не повинні бути більшими, ніж чотири п'ятих оригінального розміру кубка, окрім того повинні мати напис «копія».
З 2008 року команда чемпіонів нагороджується новим кубком, який загалом дуже подібний на перший, але більший за розміром і не має мармурового цоколя, оскільки він робив кубок заважким. Натоміть постамент кубка збільшений на 18 см, що уможливило розширити площу для гравіювання назви команди переможців. Сучасний Кубок Анрі Делоне має 60 сантиметрів довжини та 8 кілограмів ваги.
Старий кубок було замінено з метою продемонструвати збільшення масштабу змагання, окрім того старий кубок був найменшим з європейських кубків. Новий кубок було представлено 27 січня 2006 року. Як і попередній, він носить ім'я Анрі Делоне. Кубок виготовила ювелірна фірма Аспрей Лондон.
Старий кубок виставлений у штаб-квартирі УЄФА в Ньйоні.
Перед Чемпіонатом Європи з футболу 2012 року кубок Анрі Делоне був публічно презентований в містах Польщі (Варшава, Гданськ, Познань, Катовиці) та України (Київ, Івано-Франківськ, Харків, Донецьк, Дніпропетровськ, Львів, Одеса).

## Вартість
Оригінал 1960 року був покритий сріблом і проданий УЕФА за 20 000 французьких франків. Новий кубок Анрі Делоне на 92,5 % складається зі срібла, решта — мідь. За виготовлення кубка УЄФА сплатила фірмі Аспрей 15 400 євро, вартість матеріалу становила  3000 доларів США.